# Wally Kilrea
 Wally Kilrea (né le 18 février 1909 - mort le 3 juillet 1992) est un joueur professionnel de hockey sur glace. Ses deux frères, Hec et Ken, ainsi que son neveu, Brian Kilrea, ont aussi joué professionnellement au hockey.

## Carrière
Wally Kilrea commence sa carrière dans la Ligue nationale de hockey en 1929 avec les Sénateurs d'Ottawa. Il rejoint la saison suivante les Quakers de Philadelphie. En 1931 il joue avec les Americans de New York, l'année suivante il fait un retour aux Sénateurs avant de rejoindre les Maroons de Montréal. En 1934 il évolue avec les Red Wings de Détroit où il termine sa carrière, de joueur LNH, en 1938. Il termine sa carrière professionnelle dans la Ligue américaine de hockey avec les Bears de Hershey.

## Statistiques
| Saison     | Équipe                  | Ligue      |     | Saison régulière | Saison régulière | Saison régulière | Saison régulière | Saison régulière |    | Séries éliminatoires | Séries éliminatoires | Séries éliminatoires | Séries éliminatoires | Séries éliminatoires |
| Saison     | Équipe                  | Ligue      | PJ  | B                | A                | Pts              | Pun              | PJ               | B  | A                    | Pts                  | Pun                  |                      |                      |
| 1929-1930  | Sénateurs d'Ottawa      | LNH        | 42  | 4                | 2                | 6                | 4                | 2                | 0  | 0                    | 0                    | 0                    |                      |                      |
| 1930-1931  | Quakers de Philadelphie | LNH        | 44  | 8                | 12               | 20               | 22               | --               | -- | --                   | --                   | --                   |                      |                      |
| 1931-1932  | Americans de New York   | LNH        | 48  | 3                | 8                | 11               | 18               | --               | -- | --                   | --                   | --                   |                      |                      |
| 1932-1933  | Sénateurs d'Ottawa      | LNH        | 32  | 3                | 6                | 9                | 14               | --               | -- | --                   | --                   | --                   |                      |                      |
| 1932-1933  | Maroons de Montréal     | LNH        | 6   | 2                | 6                | 8                | 2                | 2                | 0  | 0                    | 0                    | 0                    |                      |                      |
| 1933-1934  | Bulldogs de Windsor     | LIH        | 0   | 0                | 0                | 0                | 2                |                  |    |                      |                      |                      |                      |                      |
| 1933-1934  | Maroons de Montréal     | LNH        | 44  | 3                | 1                | 4                | 7                | 4                | 0  | 0                    | 0                    | 0                    |                      |                      |
| 1934-1935  | Olympics de Détroit     | LIH        | 0   | 11               | 16               | 27               | 23               |                  |    |                      |                      |                      |                      |                      |
| 1934-1935  | Red Wings de Détroit    | LNH        | 3   | 0                | 0                | 0                | 0                | --               | -- | --                   | --                   | --                   |                      |                      |
| 1935-1936  | Olympics de Détroit     | LIH        | 0   | 4                | 2                | 6                | 0                |                  |    |                      |                      |                      |                      |                      |
| 1935-1936  | Red Wings de Détroit    | LNH        | 44  | 4                | 10               | 14               | 10               | 7                | 2  | 2                    | 4                    | 2                    |                      |                      |
| 1936-1937  | Red Wings de Détroit    | LNH        | 48  | 8                | 13               | 21               | 6                | 10               | 0  | 2                    | 2                    | 4                    |                      |                      |
| 1937-1938  | Hornets de Pittsburgh   | IAHL       | 44  | 6                | 11               | 17               | 28               |                  |    |                      |                      |                      |                      |                      |
| 1937-1938  | Red Wings de Détroit    | LNH        | 5   | 0                | 0                | 0                | 4                | --               | -- | --                   | --                   | --                   |                      |                      |
| 1938-1939  | Bears de Hershey        | IAHL       | 42  | 17               | 31               | 48               | 35               |                  |    |                      |                      |                      |                      |                      |
| 1939-1940  | Bears de Hershey        | IAHL       | 56  | 12               | 29               | 41               | 18               |                  |    |                      |                      |                      |                      |                      |
| 1940-1941  | Bears de Hershey        | LAH        | 55  | 17               | 37               | 54               | 0                |                  |    |                      |                      |                      |                      |                      |
| 1941-1942  | Bears de Hershey        | LAH        | 56  | 12               | 35               | 47               | 14               |                  |    |                      |                      |                      |                      |                      |
| 1942-1943  | Bears de Hershey        | LAH        | 56  | 31               | 68               | 99               | 8                |                  |    |                      |                      |                      |                      |                      |
| 1943-1944  | Bears de Hershey        | LAH        | 33  | 15               | 30               | 45               | 8                |                  |    |                      |                      |                      |                      |                      |
| 1946-1947  | Rangers de Fort Worth   | USHL       | 5   | 0                | 0                | 0                | 0                | --               | -- | --                   | --                   | --                   |                      |                      |
| Totaux LNH | Totaux LNH              | Totaux LNH | 316 | 35               | 58               | 93               | 87               | 25               | 2  | 4                    | 6                    | 6                    |                      |                      |

## Entraîneur
Il devient entraîneurs, pendant deux saisons, des Rockets de Philadelphie dans la Ligue américaine de hockey. Il entraîne aussi deux autres saisons dans l'UHSL et dans l'EHL pour les Rangers de Fort Worth et les Jets de Johnstown.

## Trophée
Il remporte deux coupes Stanley, en 1936 et 1937, avec les Red Wings de Détroit.
Il donna son nom au trophée du meilleur marqueur de la Ligue américaine de hockey avant qu'il ne change de nom pour devenir le trophée John-B.-Sollenberger. À l'origine, le trophée se nommait donc trophée Wally-Kilrea pour honorer ses 99 points de la saison 1942-1943 puis fut renommé trophée Carl Liscombe qui battit le record de Kilrea avec 118 points au cours de la saison 1947-1948 et enfin, en 1955, on lui donna le nom de John B. Sollenberger.